# پایگاه هوایی ژانیی
پایگاه هوایی ژانیی (به انگلیسی: Zhanyi Airport/Air Base) یک فرودگاه همگانی/نظامی است. این فرودگاه در شهر ژان‌یی کشور چین قرار دارد.